# László Német
László Német, S.V.D. (* 7. září 1956, Odžaci) je srbský římskokatolický řeholník a kněz, arcibiskup bělehradský, místopředseda Rady evropských biskupských konferencí, předseda Mezinárodní biskupské konference sv. Cyrila a Metoděje a designovaný kardinál.

## Život
Po ukončení střední školy vstoupil do misionářské společnosti verbistů, kde v roce 1982 složil slavné sliby a o necelý rok později byl vysvěcen na kněze. Působil na různých místech Srbska, roku 1985 byl vyslán na studia do Říma, kde roku 1987 získal doktorát z dogmatické teologie na Gregoriáně. V letech 1987–1994 působil jako misionář na Filipínách. Následně vyučoval teologii v Mödlingu, byl i generálním sekretářem maďarské biskupské konference.  

### Biskupská služba
V dubnu 2008 jej papež Benedikt XVI. jmenoval biskupem zrenjaninským a 5. července téhož roku přijal biskupské svěcení. Papež František jej dne 5. listopadu 2022 jmenoval arcibiskupem bělehradským.

### Kardinálská kreace
V neděli 6. října 2024 papež papež František oznámil, že na 8. prosince 2024 svolá konzistoř, v níž bude jmenovat 21 nových kardinálů a mezi nimi také Mons. Németa.